# Autodafe

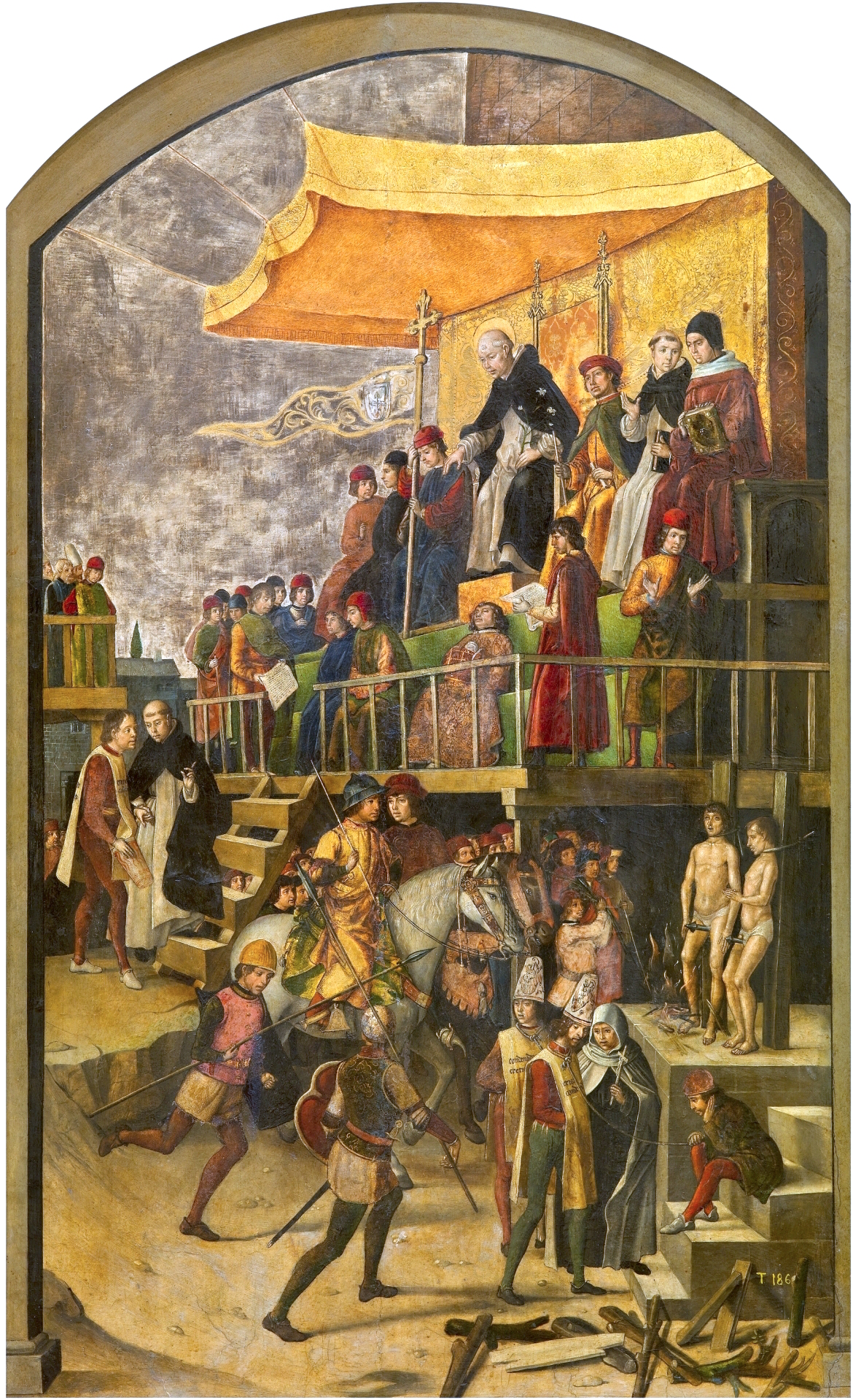
Een autodafe, geschilderd door Pedro Berruguete (rond 1495)

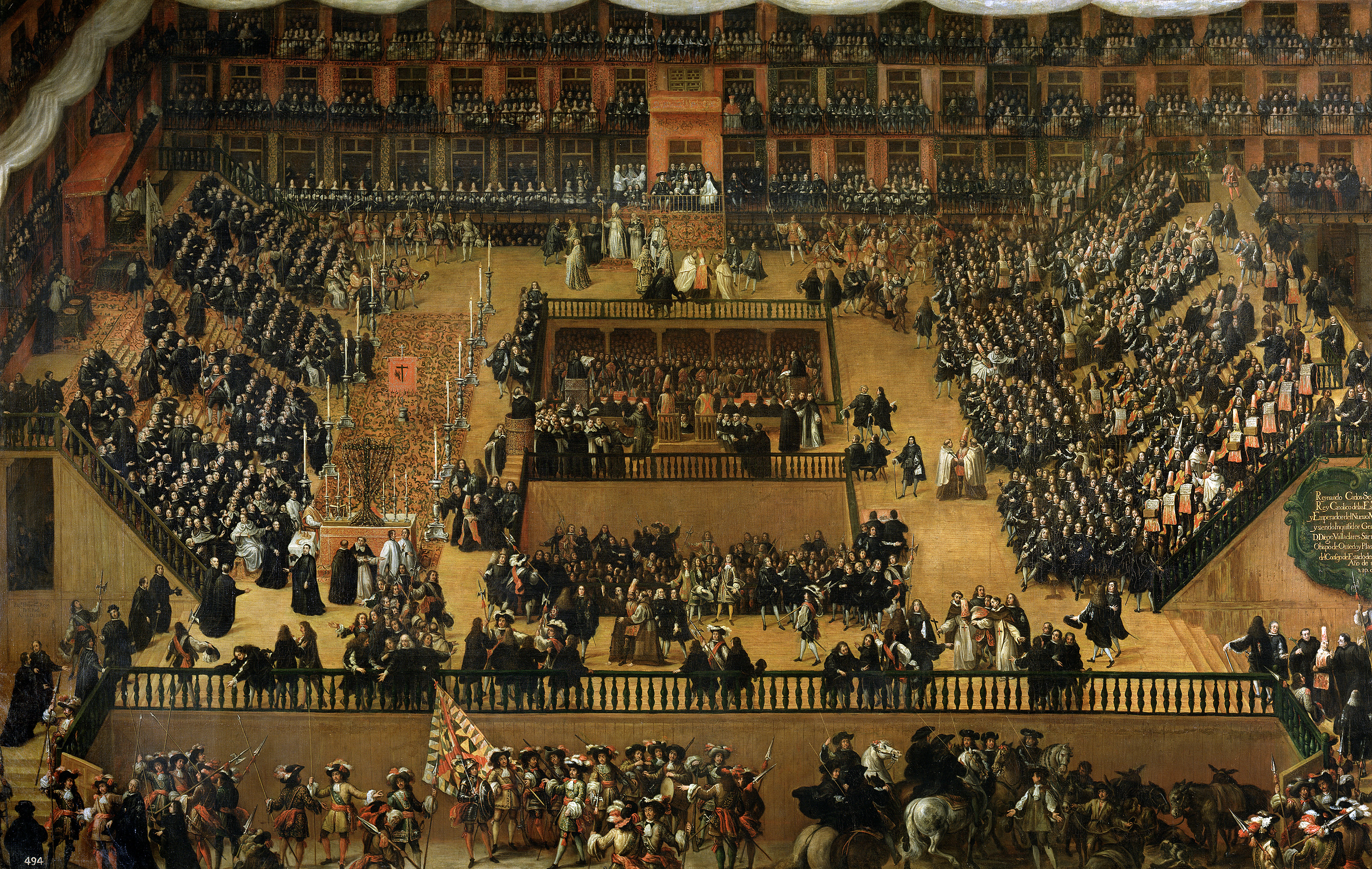
Autodafe op de Plaza Mayor van Madrid in 1680 (Francisco Rizi, 1880)

Een autodafe (Portugees: auto da fé, daad van geloof, alternatieve verouderde spellingen auto-da-fe, Auto-da-fé, auto da fé, auto-da-fé) is een ritueel van penitentie van door de inquisitie veroordeelde ketters en afvalligen. De term Auto da fe is Portugees voor een handeling van het geloof en is afgeleid uit het Latijnse Actus Fidei. De term wordt vandaag de dag vooral geassocieerd met de brandstapel waarop mensen werden gedood wegens ketterij.

## Achtergrond
Het autodafe bestond uit een katholieke mis, een gebed, de openbare processie van diegenen die schuldig waren bevonden en het voorlezen van hun straf. Het ritueel vond altijd plaats in het openbaar en duurde enkele uren. Kunstwerken over het autodafe wekken vaak de suggestie dat er marteling en verbranding aan te pas kwamen, maar in werkelijkheid gebeurde dit niet tijdens een autodafe. Het autodafe was namelijk een religieus ritueel. Marteling vond niet meer plaats na de rechtszaak en executies stonden altijd los van het autodafe.
Het eerste gedocumenteerde autodafe vond plaats in Parijs in 1242 onder Lodewijk IX van Frankrijk. Het eerste Spaanse autodafe vond plaats in Sevilla, Spanje in 1481; zes van de mannen en vrouwen die betrokken waren bij dit ritueel werden later terechtgesteld. Autodafe's vonden ook plaats in voormalige Spaanse kolonies zoals Mexico en Peru en in de Portugese kolonies Brazilië en Goa, India.
Het autodafe is een symbool dat regelmatig terugkeert in voornamelijk Europese kunst.